# 漁場
漁場（ぎょじょう・ぎょば・りょうば・いさば）とは、漁業において、収獲すべき水産物を得る場所である。漁業においては「海面」（海）と「内水面」（河川・湖沼）に大きく区分される。

## 概要
収獲の目的となる魚類・貝類などの生態によって漁場は異なり、その場にしたがって様々な漁具・漁法が用いられる。
かつての伝統的な漁法では、漁具の材料も在来的なものが多く、また生産性も低かったため、資源の生態と漁業の規模が調和し、それぞれの漁場での水産資源がながく再生産されていた。
ところが、漁船の動力化や合成繊維の網の普及などの漁業技術の向上、人口増加、漁獲物の流通網の整備などにともない、生業として漁業を行う漁師達による水産資源の乱獲が行なわれ、漁場における水産資源の枯渇化や、自然環境の悪化といった懸念が生じてきた。
漁場の保全や水産資源の乱獲防止のため、各種法的な規制をとられている（漁業法、水産資源保護法など）。また、近年は、稚魚を放流する栽培漁業への転換や、漁場水域をブロック分けして資源を再生産するなど、漁場における安定的な水産資源の確保への努力がみられるようになっている。

## 世界三大漁場
世界に多数存在する漁場の中でも特に漁獲量の多い優良な漁場として、世界三大漁場と呼ばれる地域が存在する。日本の水産庁の定義では、以下の3漁場を指す。大陸棚や寒流と暖流が出会う潮目の存在によってプランクトンの繁殖をもたらし、漁業資源の多い大漁場形成の理由となっている。
その他、海棲生物を食べる食文化を持った人口の多さあるいは漁法や漁船の近代化などの消費側の理由もある。
- 北東大西洋海域（寒流：東グリーンランド西洋海流） … アイスランド・イギリス・ノルウェー近海
- 北西大西洋海域（寒流：ラブラドル海流、暖流：メキシコ湾流） … アメリカ・カナダ東海岸（グランドバンク）
- 北西太平洋海域（寒流：親潮、暖流：黒潮） …釧路沖（世界一の水揚げ高さをたびたび記録する）、 三陸沖、常磐沖、オホーツク海

## 持続的漁獲量と一次生産量
沿岸海域の生態系の中から、長期間に渡り持続的に得ることができる漁獲量（持続的漁獲量）を決める要因としては、ボトムアップ過程とトップダウン過程が考えられている。ボトムアップ過程は、海域に供給される栄養塩量が多いと一次生産量（基礎生産量：植物プランクトン量）が大きく、それが高次の栄養段階に転送され、面積あたりの持続的漁獲量も大きいという過程である。一方、トップダウン過程は、高次の捕食者側を中心として、捕食や漁獲の影響によって持続的漁獲量が決まるという過程である。
海洋生態系の両過程について、欧米で先進的に研究がなされてきたが、Ware & Thomson(2005)は、北米西海岸のカリフォルニアからアラスカに至る11漁業ブロックにおいて、一次生産量と長期平均した漁獲量の関係を調べ、植物プランクトン・動物プランクトン・魚類の詳しい時系列データを用いて栄養段階間の関係を調べた。彼らは、過去の両過程の議論を踏まえた上で、沿岸海域の定在性魚類の生産量は、広い海域から1万km2程度の小海域まで、ボトムアップ過程によると結論づけている。つまり、海域表層に供給される栄養塩量、一次生産量（基礎生産量：植物プランクトン量）によって持続的漁獲可能量が決まることが、現代の調査技術によって確認されている。